# Slow TV
Slow TV – (ang. wolna telewizja) – telewizja celebrująca upływ czasu.
Za pioniera takiej telewizji uznaje się norweską telewizję państwową NRK, która chce zerwać z szaleńczym tempem komercyjnych telewizji i nauczyć telewidzów celebrować upływ czasu. Przykładowe programy to np. narodowy wieczór robienia na drutach lub pięciogodzinna relacja na żywo z próby bicia rekordu świata w wykonaniu swetra. Wcześniejsze programy to np. przejazd pociągu – 8 godz, podróż statkiem wycieczkowym – 5 dni, pływanie z łososiem – 18 godz, palenie ognia – 12 godz. Taki kanał telewizyjny istnieje też w Australii.